# Ballet Gulbenkian
Le Ballet Gulbenkian est une compagnie portugaise de danse classique et de danse moderne créée en 1965 par la Fondation Gulbenkian à Lisbonne et fermée en 2005.

## Historique
Le ballet est l'une des activités de la Fondation Gulbenkian fondée par le mécène d'origine arménienne Calouste Gulbenkian sous le nom de Centro Português do Bailado. Créé 10 ans après la mort de Gulbenkian, le ballet est hébergé depuis 1970 dans les bâtiments de la fondation, et son premier maître de ballet fut Walter Gore qui développa une écriture et un répertoire classique. Ce n'est qu'après la Révolution des œillets en 1974, que la compagnie prend le nom de Ballet Gulbenkian et qu'elle s'ouvre aux courants modernistes puis néo-classiques au tournant des années 1980 sous l'impulsion de Jorge Salavisa. Les ballets sont alors d'importants commanditaires d'œuvres auprès des chorégraphes internationaux parmi lesquels peuvent être cités Lar Lubovitch, Jiří Kylián, Mats Ek, Nacho Duato, et plus récemment Gilles Jobin ou Tero Saarinen.
En parallèle, le ballet développe depuis 1972 des ateliers chorégraphiques qui ont permis l'éclosion de jeunes chorégraphes contemporains tels que Margarida Bettencourt, Vera Mantero, João Fiadeiro, Paulo Ribeiro et Rui Horta. Ce dernier en a par ailleurs pris la direction durant deux ans.
En juillet 2005, le ballet Gulbenkian est fermé après la décision de la Fondation Gulbenkian.

## Directeurs artistiques
- 1965-1969 : Walter Gore
- 1969-1975 : Milko Sparembeck
- 1977-1996 : Jorge Salavisa
- 1996-2003 : Iracity Cardoso
- 2003-2005 : Paulo Ribeiro